# 施瓦布
施瓦布（Schwab，Schwaab）可以指：

## 人物
- 克劳斯·施瓦布（德語：Klaus Martin Schwab，1938年3月30日－）， 德國工程師、經濟學家。
- 丹尼爾·施瓦布（（英語：Daniel Schwaab，1988年8月23日－）），德國足球運動員。
- 查爾斯·邁克爾·施瓦布（英語：Charles Michael Schwab，1862年2月18日－1939年10月18日），美國鋼鐵業企業家。
- 苏珊·施瓦布（英語：Susan Carol Schwab，1955年3月23日－），美國政治家。
- 古斯塔夫·施瓦布（德語：Gustav Schwab (一部分译作古斯塔夫·斯威布)，1792年6月19日－1850年11月4日），德國著名浪漫主義代表詩人、作家。
- 查爾斯·施瓦布（英語：Charles Robert Schwab，1937年7月29日－），美國投資人和財務官。
- 克劳斯·施瓦布（德語：Klaus Martin Schwab，1938年3月30日－），德國工程師、經濟學家。
- 托马斯·施瓦布（德語：Thomas Schwab，1962年4月20日－），德国男子雪橇运动员。

|  | 本页或本分段罗列了姓氏为「施瓦布」的人物。 如果是一个指代特定个人的内链将您引导到本页，請考慮修正該人物的名字以將链接指向正確的條目。 |